# Littleborough (Nottinghamshire)
Littleborough – osada w Anglii, w hrabstwie Nottinghamshire, w dystrykcie Bassetlaw. Leży 50 km na północny wschód od miasta Nottingham i 208 km na północ od Londynu.